# Менедем (кінік)
Менедем (дав.-гр. Μενέδημος; IV або III століття до н. е.) — філософ-кінік, учень Колота Лампсакського (кініка Менедема не слід плутати з Менедемом Еретрійським).
Менедем згадується в творі Діогена Лаертського «Про життя, навчаннях і висловлювання знаменитих філософів». Менедем так захоплювався дивами, що ходив в одязі Еринії проказуючи, що «вийшов з Аїду пильнувати за грішниками, щоб потім знову зійти під землю і дати звіт пекельним божествам». Одяг Менедема в очах грека виглядав дико, якщо не сказати зухвало: темний хітон до п'ят, поверх нього пурпуровий пояс, на голові аркадській ковпак, розшитий дванадцятьма небесними знаками, трагічні котурни, найдовша борода і ясенова патериця в руці. Важко сказати, за що греки віднесли Менедема до власне кініків; крім цих відомостей про Менедема нічого не збереглося.